# Cenococcum
Cenococcum es un género con dos especies de hongos pertenecientes a la familia Gloniaceae.

## Especies
- Cenococcum geophilum
- Cenococcum graniforme